# Грушанська сільська рада
| Грушанська сільська рада — колишній орган місцевого самоврядування у Могилів-Подільському районі Вінницької області з адміністративним центром у с. Грушка. Сільській раді були підпорядковані населені пункти: - с. Грушка - с. Вільне - с. Садки - с. Слобода-Шлишковецька |

## Склад ради
Рада складалася з 16 депутатів та голови.

## Керівний склад сільської ради
| ПІБ                          | Основні відомості                                                                             | Дата обрання | Дата звільнення |
| ---------------------------- | --------------------------------------------------------------------------------------------- | ------------ | --------------- |
| Дем'янюк Микола Феоктистович | Сільський голова, 1948 року народження, освіта, член Всеукраїнського об'єднання «Батьківщина» | 26.03.2006   | 31.10.2010      |
| Татаровський Юрій Іванович   | Сільський голова, 1959 року народження, освіта вища, безпартійний                             | 31.10.2010   |                 |

Примітка: таблиця складена за даними джерела